# Andzevatsí
Els Andzevatsí (en armeni: Անձևացիներ, Andzevatsiner) van ser una família feudal d'Armènia de grans senyors (nakharark) que va governar el districte d'Andzevatsik, amb residència al castell de Kangvar. El territori es trobava al sud-est de Van i al nord-oest d'Ake. Eren una branca dels antic prínceps medo-carducs de Mahkert. Segons Moisès de Khorèn van rebre el nom a partir del nom del seu territori.
En temps de Gregori l'Il·luminador (257-325), s'encarregaven de gestionar una mena de Ministeri de Personal a la cort del rei d'Armènia. Van proporcionar 500 soldats a l'exèrcit del rei. El primer nakharar esmentat és Gnel o Gunel cap a l'any 374. Shmavon, Zuaren i Aravan apareixen junts aproximadament el 445. A principis del 482 el nakharar Ohan Andzevatsí, que dubtava entre el partit persa i el partit nacional, va entrar en la rebel·lió (el que s'anomenava la Santa Lliga) junt amb Nerseh Erundhuni, però quan les seves forces anaven a unir-se a les dels altres rebels van ser atacats per les dels nakharark que restaven fidels als perses, Sehuk o Sevuk Andzevatsí i Ohan de Mokq, el 24 d'abril del 482, prop d'Arest al districte de Beznunik. Aquest atac va fracassar i Ohan es va poder reunir amb la resta de rebels. Sehuk representava la tendència pro persa de la família.
Tadjat (o Tačat) Andzevatsí va ser el membre més destacat de la família. Primer al servei de l'Imperi Romà d'Orient, va passar després al servei dels musulmans i va ser el primer príncep d'Armènia en l'obediència del Califa (en data indeterminada entre els anys 780 i 782) i va rebre el títol de patrici d'Armènia i la possessió plena del districte d'Andzevatsik el 780. Va morir al cap de poc temps, potser el 785, però el territori va romandre en poder dels seus descendents. Un descendent, Atom Andzevatsí, va morir màrtir el 853. El seu successor Muixel, va morir el 863 i va deixar el país al príncep d'Armènia Asoci I el Gran, però la vídua Helena es va casar amb Gurguèn de Mardastan que va adquirir així el territori d'Andzevatsik i el va conservar fins a la seva mort, segurament el 897 en què el va succeir el seu fill Atom, que governava abans del 930, retornant després als Arzerunis de Baspracània.
El príncep Gregori Andzevatsí, fill de Muixel, últim membre rellevant de la família, va ser lleial al seu padrastre en la lluita per la possessió del país contra Baspracània.